# Campo (Korsika)
Campo (korsisch Campu) ist eine Gemeinde mit 103 Einwohnern (Stand 1. Januar 2022) auf der französischen Mittelmeerinsel Korsika. Sie gehört zum Département Corse-du-Sud, zum Arrondissement Ajaccio und zum Kanton Taravo-Ornano. Die Bewohner werden Campinchi genannt.
Sie grenzt 
- im Norden an Quasquara,
- im Osten und im Südosten an Frasseto,
- im Südwesten und im Westen an Santa-Maria-Siché.

## Bevölkerungsentwicklung
| Jahr      | 1962 | 1968 | 1975 | 1982 | 1990 | 1999 | 2008 | 2012 | 2020 |
| --------- | ---- | ---- | ---- | ---- | ---- | ---- | ---- | ---- | ---- |
| Einwohner | 146  | 140  | 130  | 56   | 65   | 77   | 77   | 95   | 105  |

## Sehenswürdigkeiten
- Pfarrkirche Saint-Laurent, 1889 errichtet